# کنوانسیون تاسیس سازمان جهانی مالکیت معنوی
کنوانسیون تأسیس سازمان جهانی مالکیت معنوی  (به انگلیسی: Convention establishing the World Intellectual Property Organization) و به اختصار WIPO، پیمان چند جانبه‌ای است که موجب تاسیس سازمان جهانی مالکیت معنوی شده‌است. این کنوانسیون در استکهلم، سوئد، در ۱۴ ژوئیه ۱۹۶۷ میلادی امضا شد و در ۲۶ آوریل ۱۹۷۰ به اجرا درآمد. از فوریه ۲۰۱۸، این کنوانسیون ۱۹۱ عضو دارد؛ ۱۸۸ کشور عضو سازمان ملل به علاوه جزایر کوک، سریر مقدس و نیووی. پنج کشور عضو سازمان ملل که کنوانسیون WIPO را تصویب نکرده‌اند عبارتند از ایالات فدرال میکرونزی، نائورو، پالائو، جزایر سلیمان، سودان جنوبی. این کنوانسیون به زبان‌های انگلیسی، فرانسوی، روسی و اسپانیایی نوشته شده‌است و در عین حال همهٔ متون ترجمه شده به یک اندازه معتبر هستند. کنوانسیون تأسیس سازمان جهانی مالکیت معنوی در ۲۸ اکتبر ۱۹۷۹ اصلاح شد.

## الحاق ایران به کنوانسیون
مجلس ایران در تاریخ ۴ مهر ۱۳۸۰ با تصویب یک ماده واحده الحاق دولت جمهوری اسلامی ایران به کنوانسیون تأسیس سازمان جهانی مالکیت معنوی را تصویب نمود که قانون مزبور در تاریخ ۲۷ مهر همان سال نیز به تأیید شورای نگهبان رسید.